# Бандоју (Браила)
Бандоју (рум. Băndoiu) насеље је у Румунији у округу Браила у општини Марашу. Oпштина се налази на надморској висини од 4 m.

## Становништво
Према подацима из 2002. године у насељу је живело 481 становника, од којих су сви румунске националности.